# ستراتفورد (وركشير)
ستراتفورد أبون آفون (بالإنجليزية: Stratford-upon-Avon) معروفة محليا باسم ستراتفورد هي بلدة تقع في جنوب مقاطعة وركشير بإنجلترا على نهر أفون، 22 ميلا (35 كم) جنوب شرق مدينة برمنغهام و8 أميال (13 كم) جنوب غرب مدينة واريك.
المدينة تعد مقصد سياحي شهير بسبب مكانتها باعتبارها مسقط رأس الكاتب المسرحي والشاعر الشهير وليم شكسبير حيث ولد وتوفي فيها، وتلقي حوالي 4.9 مليون زائر سنويا من جميع أنحاء العالم.

## المناخ
يظهر الجدول التالي التغييرات المناخية على مدار السنة لستراتفورد:
| البيانات المناخية لـستراتفورد     | البيانات المناخية لـستراتفورد | البيانات المناخية لـستراتفورد | البيانات المناخية لـستراتفورد | البيانات المناخية لـستراتفورد | البيانات المناخية لـستراتفورد | البيانات المناخية لـستراتفورد | البيانات المناخية لـستراتفورد | البيانات المناخية لـستراتفورد | البيانات المناخية لـستراتفورد | البيانات المناخية لـستراتفورد | البيانات المناخية لـستراتفورد | البيانات المناخية لـستراتفورد | البيانات المناخية لـستراتفورد |
| الشهر                             | يناير                         | فبراير                        | مارس                          | أبريل                         | مايو                          | يونيو                         | يوليو                         | أغسطس                         | سبتمبر                        | أكتوبر                        | نوفمبر                        | ديسمبر                        | المعدل السنوي                 |
| --------------------------------- | ----------------------------- | ----------------------------- | ----------------------------- | ----------------------------- | ----------------------------- | ----------------------------- | ----------------------------- | ----------------------------- | ----------------------------- | ----------------------------- | ----------------------------- | ----------------------------- | ----------------------------- |
| متوسط درجة الحرارة الكبرى °م (°ف) | 6.9 (44.4)                    | 7.5 (45.5)                    | 10.2 (50.4)                   | 12.8 (55.0)                   | 16.5 (61.7)                   | 19.4 (66.9)                   | 22.2 (72.0)                   | 21.7 (71.1)                   | 18.5 (65.3)                   | 14.3 (57.7)                   | 9.9 (49.8)                    | 7.7 (45.9)                    | 14.0 (57.2)                   |
| متوسط درجة الحرارة الصغرى °م (°ف) | 0.7 (33.3)                    | 0.5 (32.9)                    | 2.0 (35.6)                    | 3.2 (37.8)                    | 5.8 (42.4)                    | 8.8 (47.8)                    | 10.9 (51.6)                   | 10.7 (51.3)                   | 8.7 (47.7)                    | 6.0 (42.8)                    | 2.8 (37.0)                    | 1.5 (34.7)                    | 5.2 (41.4)                    |
| الهطول مم (إنش)                   | 55.6 (2.19)                   | 40.6 (1.60)                   | 45.6 (1.80)                   | 46.5 (1.83)                   | 48.8 (1.92)                   | 55.3 (2.18)                   | 44.0 (1.73)                   | 61.1 (2.41)                   | 55.0 (2.17)                   | 56.2 (2.21)                   | 52.0 (2.05)                   | 61.4 (2.42)                   | 622.3 (24.50)                 |
| ساعات سطوع الشمس الشهرية          | 48.7                          | 61.3                          | 95.2                          | 132.0                         | 177.0                         | 167.1                         | 189.4                         | 177.9                         | 129.6                         | 98.0                          | 60.6                          | 42.5                          | 1٬379٫2                       |
| المصدر: Met Office                |                               |                               |                               |                               |                               |                               |                               |                               |                               |                               |                               |                               |                               |

## أماكن شهيرة بالمدينة

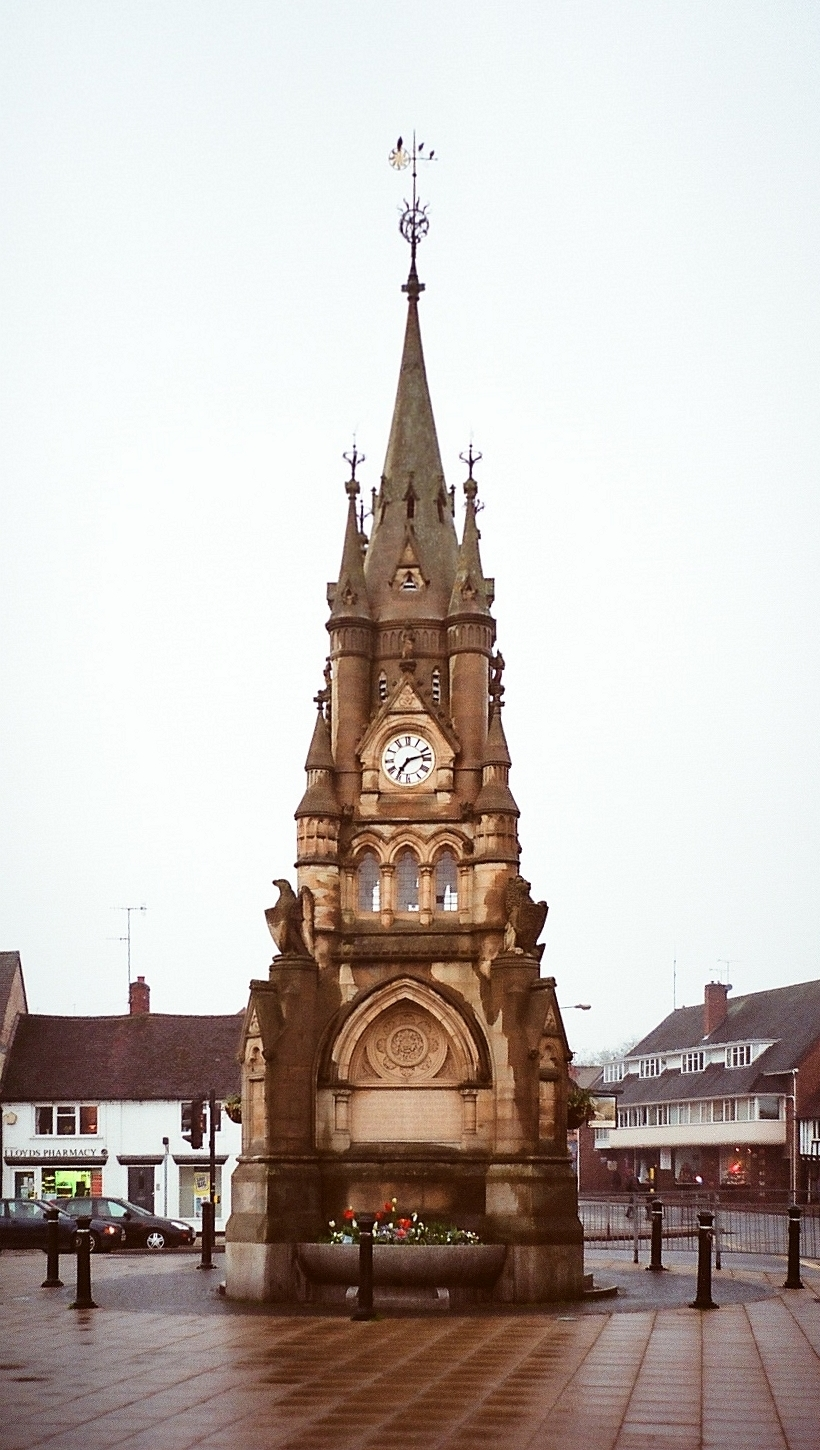
برج الساعة في ستراتفورد أبون آفون Stratford-upon-Avon's Clock Tower

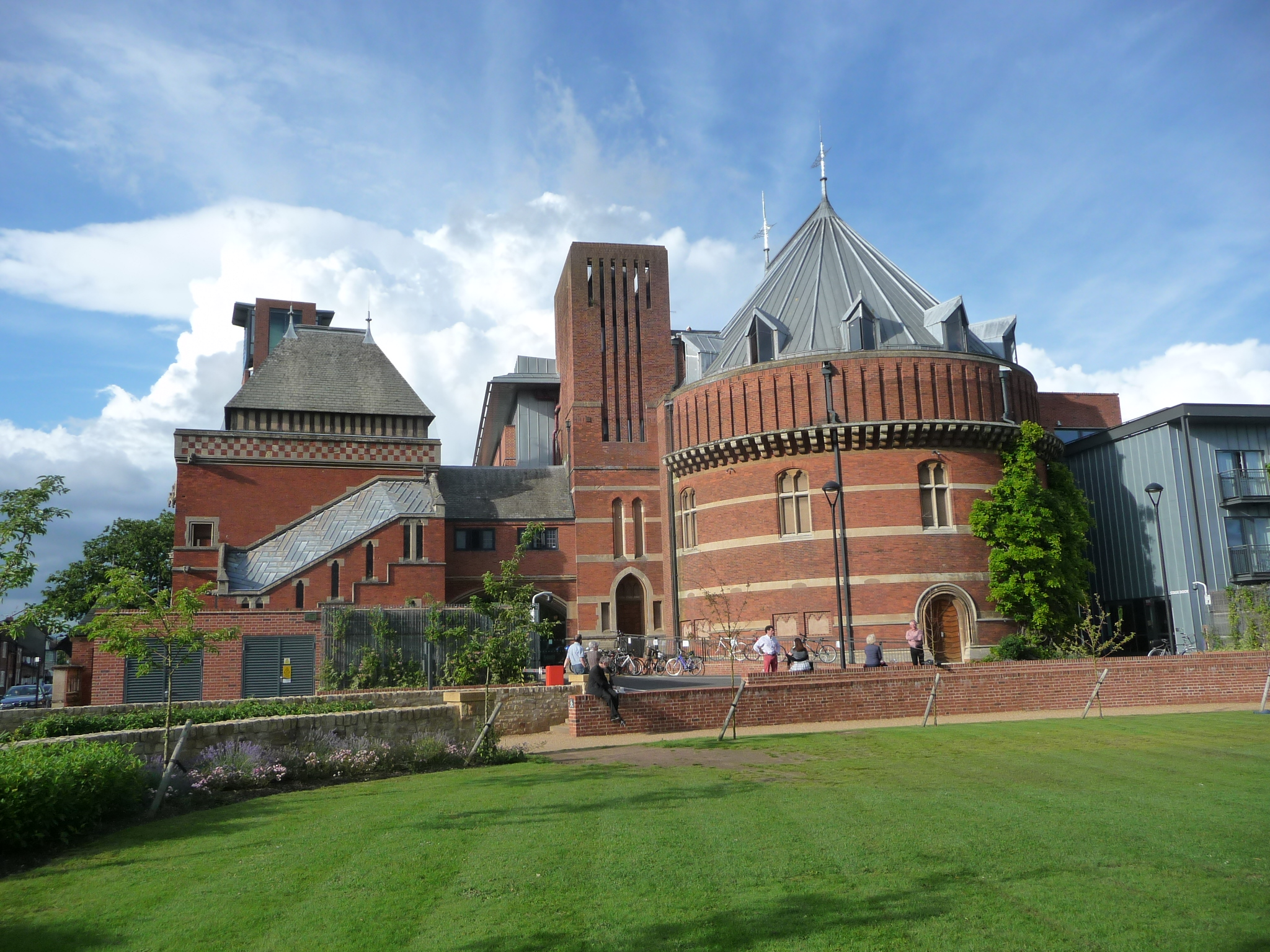
مسرح البجعة Swan Theatre

- مسرح شكسبير الملكي Royal Shakespeare Theatre [الإنجليزية] تملكه شركة «شكسبير الملكية» مكرس لاعمال الكاتب المسرحي والشاعر وليم شكسبير.
- مسرح البجعة Swan Theatre [الإنجليزية] تملكه شركة «شكسبير الملكية» يقع بجانب مسرح شكسبير الملكي
- مؤسسة ويليام شكسبير (Shakespeare Birthplace Trust [الإنجليزية]) هي مؤسسة خيرية تعليمية مستقلة تعد دار محفوظات لدراسة شكسبير.
- معهد شكسبير Shakespeare Institute [الإنجليزية] وهو تابع لجامعة برمنغهام.
- مسرح كورتيارد Courtyard Theatre [الإنجليزية]
- كنيسة الثالوث المقدس Church of the Holy Trinity [الإنجليزية](شكسبير عمد ودفن في هذه الكنيسة).
- مدرسة الملك ادوارد السادس King Edward VI School [الإنجليزية] (يعتقد البعض أنها المدرسة التي درس فيها شيكسبير).
- بيت ناش Nash's House [الإنجليزية](متحف)

## أعلام
- سارة دوغلاس
- جيه.بي بريستلي
- جوديث شكسبير
- هامنت شكسبير
- أدريان نيوي
- إيريك أوليفر
- بيتر جيفري
- آن هاثاواي
- وليم شكسبير
- ماري آردن